# Francine Simonin

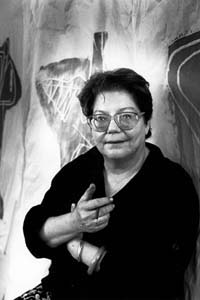
Francine Simonin (Foto: Erling Mandelmann, 1990)

Francine Simonin (* 2. Oktober 1936 in Lausanne; † 9. Oktober 2020 in Montreal; heimatberechtigt in Les Bois) war eine zeitgenössische schweizerisch-kanadische Malerin und Grafikerin. Sie lebte und arbeitete in Montreal und Évian-les-Bains. Simonin wurde 1990 mit dem «Grand Prix Beaux-Arts» der Waadtländer Kulturstiftung ausgezeichnet
Simonin starb am 9. Oktober 2020 im Alter von 84 Jahren in Montreal.

## Auszeichnungen
- Grand Prix Beaux-Arts de la Fondation vaudoise pour la culture, 1990.